# Mishna
 (mai 2020).
Si vous disposez d'ouvrages ou d'articles de référence ou si vous connaissez des sites web de qualité traitant du thème abordé ici, merci de compléter l'article en donnant les références utiles à sa vérifiabilité et en les liant à la section « Notes et références ».

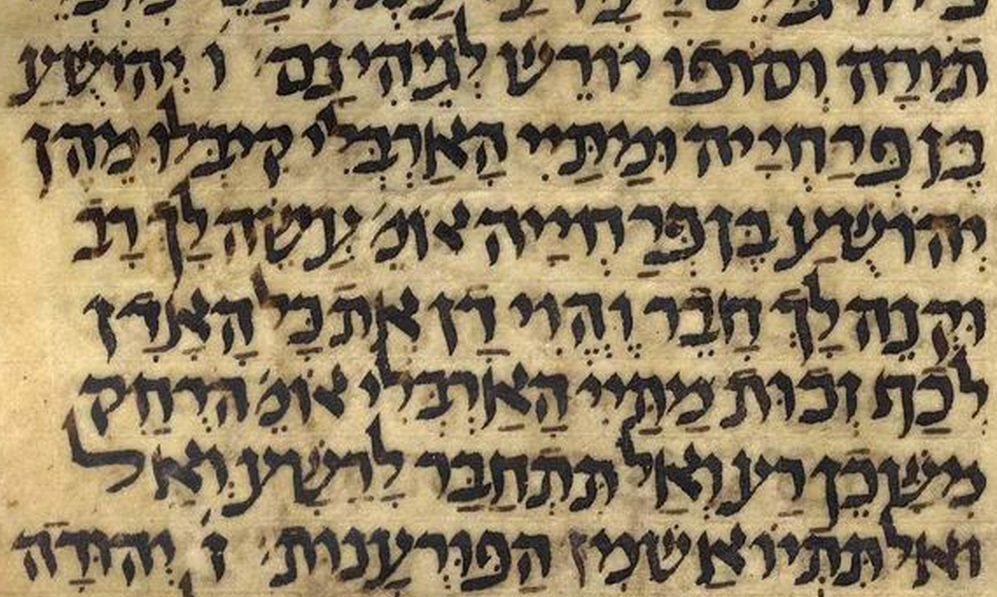
Extrait du manuscrit Kaufmann, considéré comme l’exemplaire le plus exact de la Mishna et différant légèrement des éditions courantes.

La  Mishna (hébreu : משנה, « répétition ») est le premier recueil de la Torah orale et par conséquent de la littérature rabbinique.  
Compilée vers le début du IIIe siècle de l’ère chrétienne par Juda Hanassi, elle est, hormis quelques versets araméens, écrite dans un hébreu qui lui est propre, et recense les opinions, polémiques et éventuelles résolutions légales des Tannaïm (« Répétiteurs ») sur les prescriptions de la Torah, organisées thématiquement en six ordres subdivisés en 63 traités (massekhtot, sing. massekhet). 
Le terme Mishna fait à la fois référence à l’ouvrage recensant ces quelque deux milliers d’articles — on parle alors de la Mishna — et aux articles eux-mêmes — on parle alors d’une mishna ou de mishnayot. Les Talmuds désignent aussi du nom de mishnayot des articles qui n’ont pas été inclus dans la Mishna mais dans des compilations parallèles, dénommées collectivement braïtot (« [traditions] extérieures »). L’exposé des mishnayot et leur étude (guemara) forment le corpus des Talmudim.

## Nature de la Mishna
La Mishna se veut le pendant oral de la Torah : elle ne discute pas de l’origine de la prescription de réciter le Shema Israël deux fois par jour mais du moment de son accomplissement. Comme la Torah prescrit de « les dire […] en te couchant et en te levant » (Deutéronome 6:7), la Mishna commence par discuter du temps du coucher qui commence de l’avis de tous lorsque les prêtres rentrent pour manger leur part de récolte prélevée mais termine selon Eliezer ben Hyrcanos à la fin de la première garde tandis que les sages prolongent ce temps jusqu’à la mi-nuit et le patriarche Gamliel jusqu’au monter de la lueur de l’aube ; il explique ensuite à ses fils qu’il est non seulement permis mais obligatoire de réciter le Shema après la mi-nuit si on ne l’a pas fait auparavant, comme dans tous les cas où les sages ont fixé la mi-nuit comme limite, mais qu’ils ont pris cette précaution pour éloigner autrui de la transgression.

## Structure de la Mishna
Les traités de la Mishna sont regroupés en six ordres. Chaque traité aborde un thème principal et de très nombreux autres thèmes, qui peuvent parfois n'avoir un lien que très ténu avec le thème essentiel.
De façon très schématique (cette règle souffrant en effet de nombreuses exceptions), les traités de la Mishna sont rangés, à l'intérieur d'un ordre, du plus long au plus court.
| Zéra'im (Semences) (זרעים)                                                                                     | Mo'èd (Rendez-vous / fête) (מועד)                                                                                           | Nashim (Femmes) (נשים)                                               | Nezikin (Dommages) (נזיקין)                                                                                   | Kodashim (Objets sacrés) (קדשים)                                                                      | Toharot (Puretés) (טָהֳרוֹת)                                                                                         |
| --- | --- | -------------------------------------------------------------------- | --- | --- | --- |
| Berakhot • Péa • Démaï • Kil'ayim • Shevi'it • Téroumot • Ma'aserot • Ma'aser Sheni • Halla • Orlah • Bikkurim | Shabbat • Erouvin • Pesahim • Shekalim • Yoma • Soucca • Beitza • Rosh Hashanah • Ta'anit • Méguila • Mo'ed Katan • Haguiga | Yevamot • Ketoubot • Nedarim • Nazir • Sotah • Guittin • Kiddouchine | Bava Kamma • Bava Metzia • Bava Batra • Sanhédrin • Makkot • Shevouot • Édouyot • Avoda Zara • Avot • Horayot | Zevahim • Menachot • Houlin • Bekhorot • Arakhin • Témoura • Kritout • Méila • Tamid • Middot • Kinim | Kéilim • Oholot • Nega'im • Parah • Tohorot • Mikvaot • Nida • Makhshirin • Zavim • Tevoul Yom • Yadayim • Oktzim |

### Zéra'im(semences)
Cet ordre traite principalement des lois relatives à l'agriculture et aux bénédictions. Il est composé de onze traités : 
- Bérakhot, dont le sujet principal est celui des bénédictions et de la liturgie
- Péa, qui développe la loi sur l'obligation de donner aux pauvres les ramas de la moisson (cf. Lv 19,9 sq.)
- Demaï, qui s'intéresse aux dispositions à avoir en cas d'incertitude du respect des lois de la dîme par un paysan
- Kilaïm traite des greffes.
- Sheviit, dont le sujet est celui de l'année sabbatique de la terre.
- Teroumot traite des prélèvements
- Maaserot traite de la dîme.
- Maasser chéni traite des dîmes que l'on consommait à Jérusalem
- Hala, sur les offrandes aux prêtres et lévites du Temple des gâteaux de farine.
- Orla
- Bikourim.

### Mo'èd(rendez-vous / fête)
Cet ordre traite principalement des lois relatives au calendrier comme le chabbat et les fêtes. Il est composé de douze traités : 
- Shabbat, sur les travaux interdits lors du septième jour de la semaine
- Erouvin, sur les moyens de transporter le jour de Shabbat.
- Pessa'him, sur la fête de Pessah célébrant la sortie d'Égypte
- Chekalim
- Yoma, sur le Jour des Expiations
- Souka, sur la fête de Soucoth
- Bétsa, sur les dispositions particulières à tous les jours de Yom Tov
- Roch HaShanah, sur la célébration de la nouvelle année
- Taanit
- Meguila, sur la fête de Pourim et la lecture du rouleau d'Esther
- Moed Katan, sur les dispositions concernant spécifiquement les jours de demi-fête, c'est-à-dire les jours intermédiaires entre le premier et le dernier jour de Pessah ou de Soucoth
- Haguiga, sur les dispositions concernant le pèlerinage lors des trois fêtes annuelles de pèlerinage (Soucoth, Pessah, Shavouoth)

### Nachim(femmes)
Cet ordre traite principalement des lois relatives au mariage et de sujets qui y sont liés comme le divorce ou la fidélité conjugale mais aussi des vœux et du naziréen. Il est composé de sept traités : Yévamot, Kétoubot, Nédarim, Nazir, Sota, Guittin et Kidouchine.

### Nézikin(dommages)
Cet ordre traite principalement des lois relatives aux droits civil et pénal, de l'idolâtrie, d'éthique et de morale. Il est composé de dix traités :
- Baba kama
- Baba metzia
- Baba batra, ces trois traités qui n'en formaient qu'un à l'origine développent le droit civil dans toutes ses extensions
- Sanhédrin
- Makot, ces deux traités qui n'en formaient qu'un à l'origine développent le droit pénal et l'organisation des tribunaux
- Chevou'ot
- Edouyot
- Avoda zara, sur l'idolâtrie
- Avot, recueils de maxime éthiques ou religieuses
- Horayot (en)

### Kodachim(objets sacrés)
Cet ordre traite principalement des lois relatives à l'abattage rituel (che'hita), aux sacrifices et au Temple. Il est composé de onze traités : Zéva'him, Ména'hot, Houlin, Békhorot, Arakhine, Témoura, Kritout, Mé'ila, Tamid, Midot et Kinim.

### Taharot(puretés)
L'ordre Taharot traite principalement des lois relatives à la pureté et à l'impureté rituelle. Il est composé de douze traités : Kélim, Ohalot, Néga'im, Para, Taharot, Mikvaot, Nida, Makhchirim, Zavim, Tvoul yom, Yadaïm et Ouktsine.

## Commentaires de la Mishna
Bien que Saadia Gaon ait rédigé un ouvrage lexicographique sur la Mishna afin d'en faciliter la compréhension et que Rachi se soit penché sur la Mishna au cours de son commentaire sur le Talmud, il est généralement considéré que le premier commentaire exclusivement consacré à la Mishna est celui de Moïse Maïmonide. Rédigé en judéo-arabe en 1168, ce commentaire résume les débats talmudiques et propose les décisions dans les cas non tranchés. Maïmonide y adjoint souvent des hakdamot (sections introductrices) dont certaines atteignent la longueur de traités indépendants. Ces hakdamot sont souvent citées dans d'autres livres sur la Mishna et sur la loi orale en général. Parmi ces introductions, les plus notables sont l'introduction au Commentaire lui-même, l'introduction au dixième chapitre du traité Sanhédrin où il énumère ses treize principes de foi et l'introduction au traité Avot, intitulé Traité des Huit Chapitres. Traduit en hébreu, il inspire de nombreuses œuvres ultérieures dont le Beit HaBehira de Menahem Hameïri (XIIIe siècle) qui, tout en se voulant commentaire du Talmud, en reprend la structure et la concision. Quelques décennies après Maïmonide, le Tossafiste Samson ben Abraham de Sens compose un commentaire. Bien que classique et imprimé dans de nombreuses éditions de la Mishna, il a eu une moindre influence.
Au XVe siècle, Ovadia ben Abraham de Bertinoro rédige son commentaire, généralement connu comme le Bartenoura. S'inspirant de ses prédécesseurs, en particulier Maïmonide, il détaille davantage les discussions talmudiques (et non plus simplement les conclusions) et peut donc servir de source secondaire au Talmud.
Un siècle plus tard, le Maharal de Prague initie l'étude organisée de la Mishna (Hevrat haMishnayot). L'un de ses disciples, Yom-Tov Lipman Heller systématise ses enseignements sous la forme du Tossefot Yom Tov, conçu être au Bartenoura ce que les Tossefot des Tossafistes sont au commentaire de Rachi sur le Talmud. Ces Tossefot Yom Tov ou une forme abrégée, l’Ikkar Tossefot Yom Tov, figurent en miroir au Bartenoura dans de nombreuses éditions imprimées de la Mishna.
Parmi les autres commentaires notables de l'ère des Aharonim figurent celui du Maharshal, le Shenot Eliyahou du Gaon de Vilna, celui d'Akiva Eiger et le Tiferet Israël d'Israël Lipschitz (en). Ce dernier est subdivisé en deux parties, Yakhin et Boaz (d'après les deux grands piliers du Temple de Salomon), la première traitant de considérations générales, la seconde étant plus analytique ; les découvertes scientifiques y apparaissent pour la première fois de manière explicite, ce qui a suscité une controverse autour de l'œuvre lors de sa parution.
Avec l'avènement de la science du judaïsme, la Mishna fait l'objet de nombreuses études scientifico-critiques. Il en résulte notamment le commentaire de Hanoch Albeck. Parallèlement, Pinhas Kehati rédige les Mishnayot mevouarot, où l'exégèse traditionnelle (ainsi que des travaux contemporains) est résumée en hébreu moderne de façon claire et concise. Son commentaire, conçu pour rendre la Mishna accessible à un large éventail de lecteurs de tous âges et niveaux, a acquis une certaine popularité en Israël ainsi que dans les pays anglo-saxons, depuis sa traduction en 1994.

### Cours audio
- (en) Rav Meïr Pogrow - Cours avancés (en anglais) ; téléchargement MP3 gratuit.